# Druhá opiová válka
Druhá opiová válka (čínsky 第二次鴉片戰爭, anglicky Second Opium War), známá také jako druhá anglo-čínská válka, Arrow War (podle jména lodi, která konflikt zahájila), ve Francii pak také anglo-francouzská výprava do Číny, byla válkou Spojeného království a Francouzského císařství proti dynastii Čching v Číně, trvající od roku 1856 do roku 1860. Byl to druhý konflikt v rámci tzv. opiových válek, v nichž si evropské mocnosti chtěly vynutit otevření čínského trhu. Šlo o součást širšího procesu tlaku západu na zapojení asijských států do mezinárodního obchodu (viz Nerovné smlouvy). Druhá opiová válka vyústila ve druhou porážku dynastie Čching (po porážce v první opiové válce) a v podpis tzv. Pekingských úmluv. Ty vedly mj. k úplnému odtržení Hongkongu od Číny.

## Počátky
Válka následovala po první opiové válce. V roce 1842 Smlouva z Nankingu přinesla Anglii odškodnění a extrateritorialitu, otevření pěti čínských přístavů a postoupení ostrova Hongkong. I po válce docházelo ke konfliktům, například v roce 1847 byli Britové napadeni nedaleko města Kanton. Následně hongkongský guvernér John Francis Davis požadoval od čínského komisaře Kejinga nápravu. Když se jí nedočkal, následovala britská trestná výprava, kdy Britové obsadili několik pevností na cestě do Kantonu a chystali se dobývat i samotný Kanton. Kejing nakonec ustoupil, vpustil Brity do města a slíbil potrestat viníky. Britové od 50. let stále více usilovali o to rozšířit svá privilegia v Číně, požadovali, aby čchingské úřady znovu projednaly Smlouvu z Nankingu, otevřely celou Čínu britským obchodním společnostem, legalizovaly obchod s opiem, osvobodily zahraniční dovoz od vnitřních tranzitních cel, potlačily pirátství, přestaly regulovat pohyb dělníků po Číně, povolily britskému velvyslanci pobývat v Pekingu a upřednostnily angličtinu ve všech smlouvách.

## Vypuknutí války

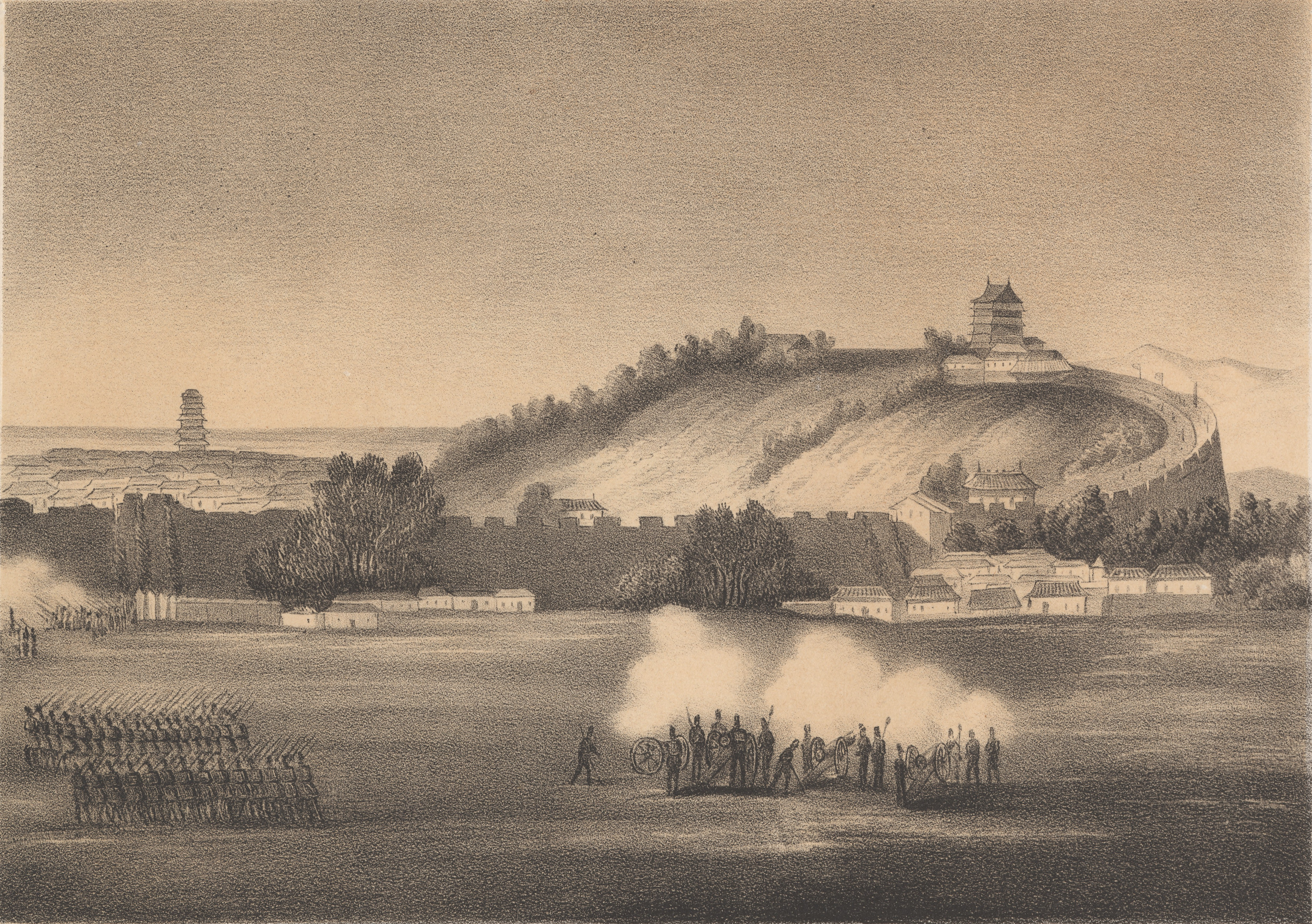
Dobývání Kantonu, 1857

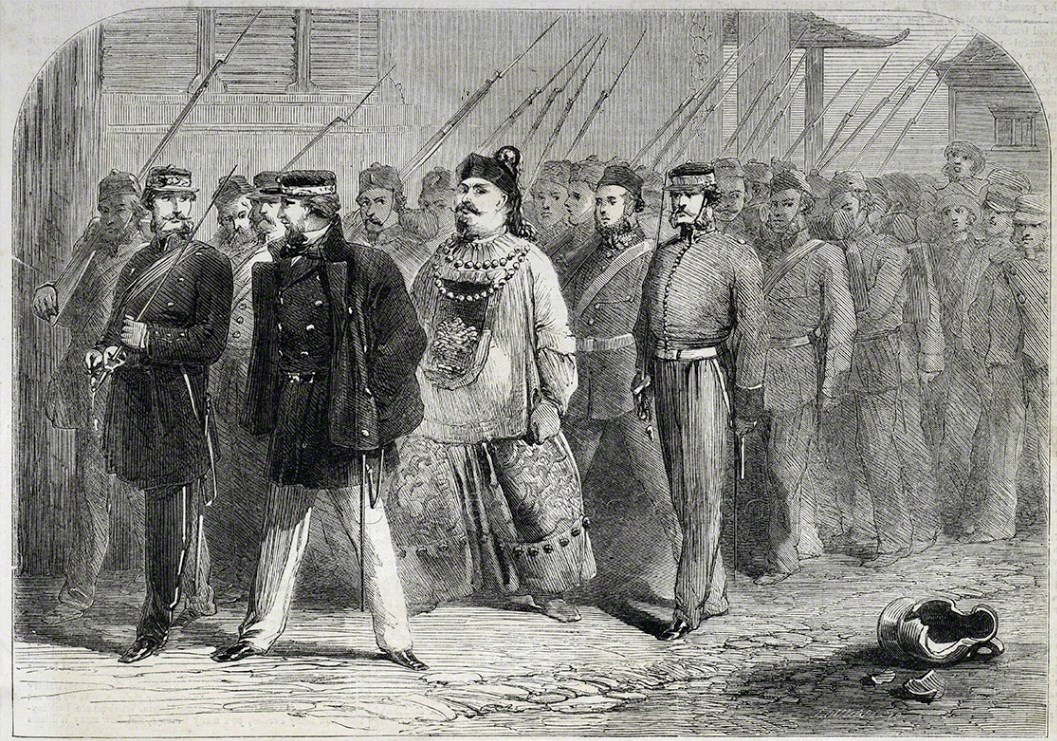
Zatčení Jie Ming-čchena, 1858

Aby poskytli čínským obchodním plavidlům, zajišťujícím služby kolem Brity ovládaných přístavů, stejná privilegia, jež získaly britské lodě Smlouvou z Nankingu, registrovaly je britské orgány v Hongkongu. To se čínským orgánům vůbec nelíbilo a začali takové lodě označovat za pirátské. V říjnu 1856 se čínské vojenské námořnictvo v Kantonu zmocnilo jedné takové nákladní lodě s názvem Arrow. Stále ještě plula pod britskou vlajkou, byť její registrace v Hongkongu vypršela. Kapitán Thomas Kennedy, který byl v té době na palubě nedaleké lodi, nicméně ohlásil, že čínští mariňáci stahují britskou vlajku z lodi. Britský konzul v kantonu Harry Parkes kontaktoval Jie Ming-čchena, císařského komisaře a místokrále Kuang-tungu a Kuang-si, jenž sídlil v Kantonu, a požádal o okamžité propuštění posádky a omluvu za urážku britské vlajky. Číňané následně devět členů posádky propustili, ale tři propustit odmítli.
23. října Britové vojensky reagovali a ostřelovali čtyři pobřežní pevnosti Kantonu. 25. října požádali o možnost vstupu do města. Následující den začali Britové ostřelovat město, každých deset minut stříleli jednu salvu. Jie Ming-čchen následně vypsal odměnu za každého zabitého Brita. 29. října britští vojáci prorazili kantonské hradby a vstoupili do města. Americký konzul James Keenan proti tomuto postupu Britů ostře protestoval a na rezidenci Jie Ming-čchena nechal vyvěsit vlajku Spojených států, aby naznačil, že je pod americkou ochranou. Pokoušel se zprostředkovat jednání, ale v intervalech mezi nimi Britové dále ostřelovali město a 6. listopadu potopili 23 čínských válečných lodí v přístavu. 5. ledna 1857 se britské jednotky vrátily do Hongkongu.
Britská vláda v březnu 1857 v parlamentu prohrála hlasování, které mělo posvětit její postup v kauze Arrow. Proti stupňování napětí se postavili Whigové, které pak toryovský premiér Henry Temple obvinil z nedostatečného vlastenectví a vypsal nové volby. V dubnu 1857 parlamentní volby proběhly a vládu Toryů posílily. Začala tudíž připravovat naplno intervenci v Číně.  
V dubnu se britská vláda zeptala Spojených států amerických a Ruska, zda mají zájem o spojenectví ve věci intervence do Číny. Nabídky byly odmítnuty. V květnu 1857 se přípravy intervence zabrzdily, když britské jednotky musely být přesměrovány do Indie kvůli Velkému indickému povstání. V té době ovšem přišla stížnost francouzského vyslance Jean-Baptiste Louise Grose na popravu francouzského misionáře Auguste Chapdelainea čínskými místními úřady v provincii Kuang- si. Francie následně dala Britům diplomatickou cestou najevo, že má zájem se podílet na akci proti Číně.
Britové a Francouzi spojili síly pod admirálem Michaelem Seymourem. Britská armáda vedená lordem Elginem a francouzská armáda vedená Grosem společně napadly a obsadily Kanton na konci roku 1857. Spojenci ponechali guvernéra Jie Ming-čchena ve funkci, aby udrželi ve městě pořádek. Parkes pak dal ultimátum, podporované hongkongským guvernérem Johnem Bowringem a admirálem Michaelem Seymourem, že poslední věznění muži z lodi Arrow musí být do 24 hodin propuštěni a guvernér Jie Ming-čchen se musí omluvit. Muži propuštěni byli, nicméně místokrál se neomluvil, byl zajat a poslán do vyhnanství v indické Kalkatě, kde odmítal přijímat potravu, až se vyhladověl k smrti. Koaliční britsko-francouzská vojska pak pokračovala v postupu a v květnu 1858 obsadila Tchien-ťin.  
Spojené státy a Rusko, když viděly, že Britové jasně dominují, vyslaly vyslance do Hongkongu, aby Britům a Francouzům formálně nabídly vojenskou pomoc. Rusko ale žádnou vojenskou pomoc nakonec neposlalo a USA učinily pouze jednu odvetnou akci za ostřelování amerického parníku čínskými vojáky u Kantonu, aby brzy podepsaly s Číňany mírovou smlouvu a vyhlásily ve druhé opiové válce neutralitu. (Navzdory níž ovšem americká válečná loď San Jacinto pomohla z osobní vůle svého kapitána anglo-francouzské alianci při ostřelování pevnosti Taku v roce 1859, viz níže). Když byla Čína pokořena, přihlásily se nicméně se svými nároky Rusko i USA.

## Druhá fáze války

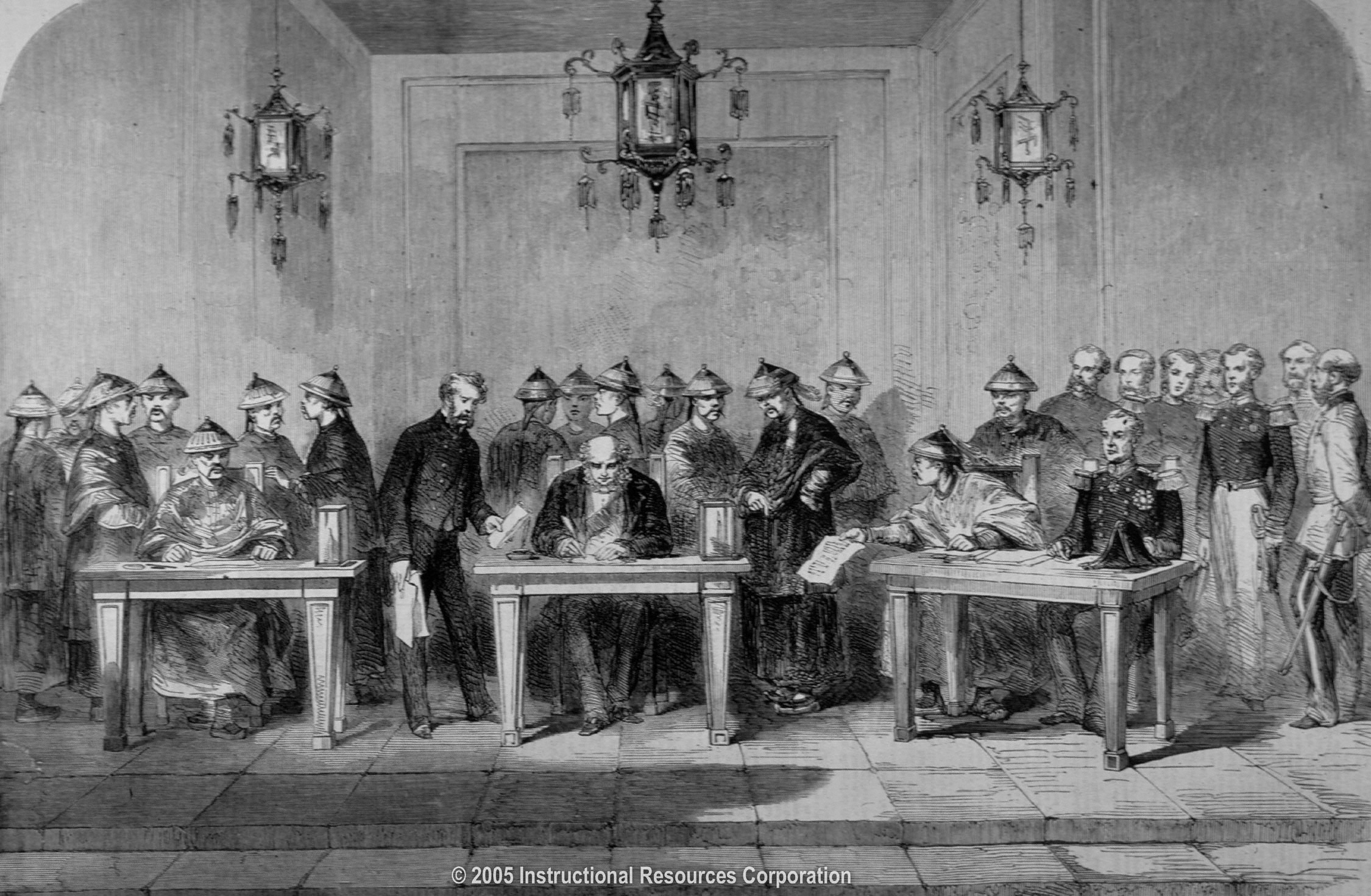
Podpis smluv v Tchien-ťinu roku 1858

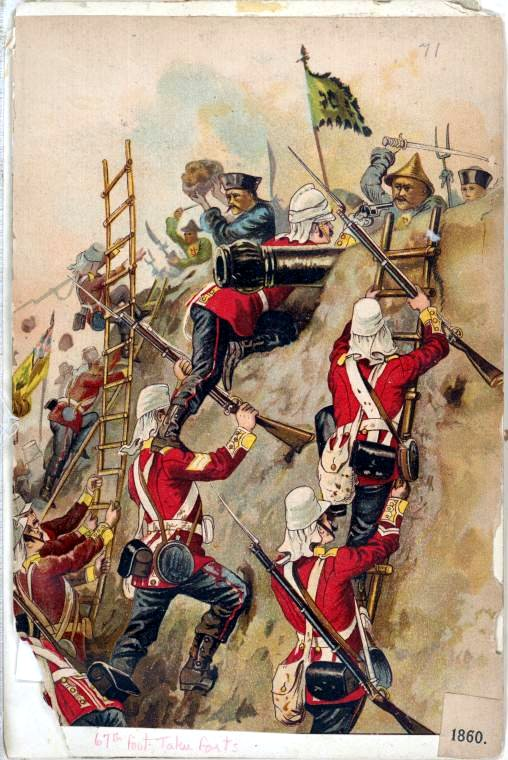
Dobývání pevnosti Taku roku 1860

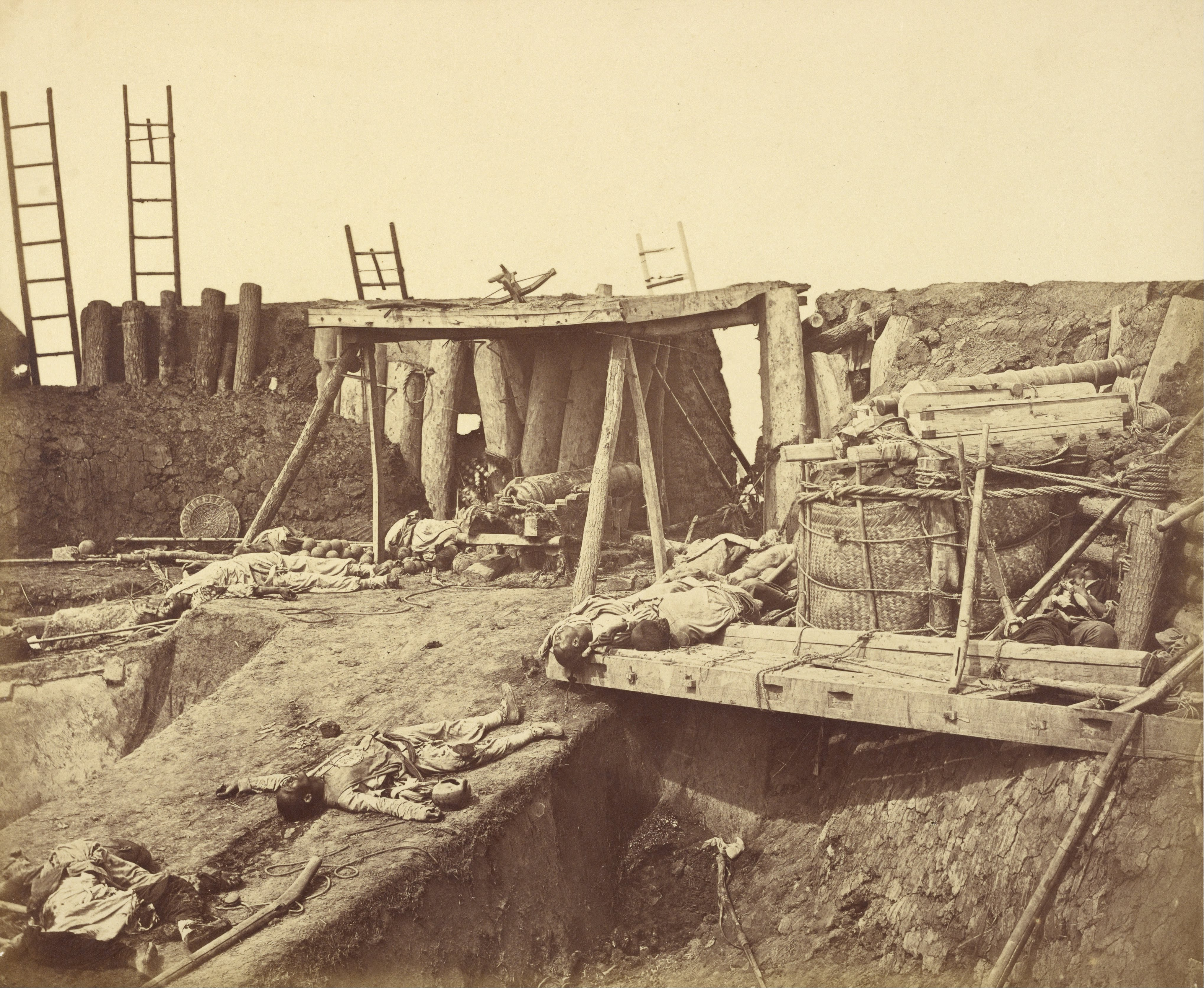
Felice Beato: Pevnost Taku bezprostředně po dobytí, 21. srpna 1860, fotografie

V červnu 1858 první část války skončila podpisem čtyř smluv v Tchien-ťinu. Signatáři byli Čína, Británie, Francie, Rusko a USA. Tyto smlouvy otevřely zmíněným mocnostem dalších 11 přístavů, včetně Jing-kchou a Nankingu a daly právo jejich lodím se plavit po řece Jang-c’-ťiang. Krom toho cizinci podle smlouvy získali právo v Číně cestovat i do oblastí, které jim byly dříve zapovězené.
Již krátce předtím, 28. května 1858, byla podepsána samostatná Ajgunská smlouva mezi Čínou a Ruskem, která měnila čínsko-ruskou hranici stanovenou Nerchinskou smlouvou z roku 1689. Rusko získalo levý břeh řeky Amur a dotlačilo hraniční čáru na jih od pohoří Stanovoy. (Pozdější smlouva z roku 1860 navíc dala Rusku kontrolu nad nemrznoucí oblastí na tichomořském pobřeží, kde pak Rusko v roce 1860 založilo město Vladivostok).
Již 20. května proběhla první bitva o pevnost Taku. Britové ji dobyli, ale mírová smlouva z Tchien-ťinu vrátila pevnost do čínských rukou. V červnu 1858, krátce po podpisu mírové smlouvy, začali čínští ministři tlačit na císaře Sien-fenga, aby přestal západu ustupovat. Císař proto nařídil mongolskému generálovi Sengge Rinčenovi, aby posílil ochranu pevnosti Taku. Ten přisunul další děla a 4 000 příslušníků mongolské jízdy. Britské námořní síly s 2 200 vojáky a 21 loděmi, pod velením admirála Jamese Hopea, se v tu dobu plavily na sever z Šanghaje do Tchien-ťinu s nově jmenovanými anglo-francouzskými vyslanci pro velvyslanectví v Pekingu (umožnění velvyslanectví v hlavním městě byl jeden z ústupků Číny v mírové smlouvě). Plavili se k ústí řeky Chaj-che střeženému pevností Taku. Sengge Rinčen lodě zastavil a prohlásil, že vyslanci mohou vystoupit a dále pokračovat po souši do Pekingu, ale ozbrojený doprovod nikoli. Anglo-francouzské síly to odmítly. V noci z 24. června 1859 zničila malá skupina britských sil železné překážky, které Číňané umístili do řeky Baihe. Následující den se britské síly pokusily proplout a ostřelovaly pevnost Taku. Odliv a měkké bahno způsobily uvíznutí jejich lodí, načež Sengge Rinčen dělostřeleckou palbou čtyři britské dělové čluny potopil a vážně poškodil další dva. Americký komodor Josiah Tattnall, ačkoli měl rozkaz ctít americkou neutralitu v konfliktu, prohlásil že „krev je silnější než voda“ a poskytl krycí palbu, aby chránil ústup britského konvoje. Nicméně neschopnost Britů proplout kolem pevnosti Taku (či prohra v "druhé bitvě o Taku", jak tomu Číňané rozuměli) vzbudila u čínských ministrů nadšení a dojem, že Čína má dost sil se Britům ubránit.
Britové se následně odhodlali k nové ofenzivě. Pomohlo jim i potlačení indické vzpoury, díky čemuž mohli z Indie stáhnout vojenské síly. Do bojů se zapojil i velitel operací v Indii Colin Campbell, který měl zkušenosti z první opiové války, kde Britové ztratili mnoho mužů kvůli nemocem, a dobře tak vojska na čínské podmínky připravil. Třetí bitvu o Taku zahájil v létě roku 1860.
Celkem útočilo 11 000 britských vojáků pod velením generála Jamese Hope Granta a 6 700 francouzských vojáků generála Cousin-Montaubana. Zatlačili na sever 173 loděmi z Hongkongu a obsadili přístavní města Jen-tchaj a Ta-lien. Dne 21. srpna byla pak dobyta pevnost Taku.
Poté, co 23. srpna obsadily Tchien-ťin, zahájily anglo-francouzské síly postup do vnitrozemí směrem k Pekingu. Císař ihned vyslal ministry, aby zahájili mírové rozhovory, ale britský vyslanec Harry Parkes, vědom si výhodné situace, císařského vyslance urazil. Parkes byl 18. září v odvetě zatčen, uvězněn a mučen. Polovina jeho doprovodu byla umučena zvláště trýznivým způsobem, tzv. pomalým krájením. To podnítilo britský hněv a válka pokračovala.
Anglo-francouzské síly se střetly s mongolskou kavalérií Sengge Rinčena 18. září v bitvě u Čang-ťia-wanu. Porazily ji a poté pokračovaly směrem k okraji Pekingu, kde se odehrála rozhodující bitva u Tchung-čou. 10 000 vojáků Sengge Rinčena bylo rozprášeno a 6. října západní vojáci vstoupili do Pekingu.
Císař uprchl z hlavního města a zanechal zde jen svého bratra, prince Gonga, aby se ujal vedení mírových jednání. Sien-feng se nejprve uchýlil do letního paláce Čcheng-te a poté do provincie Rehe. Anglo-francouzská vojska v Pekingu začala okamžitě rabovat Letní palác i Starý letní palác, které byly plné vzácných uměleckých děl.

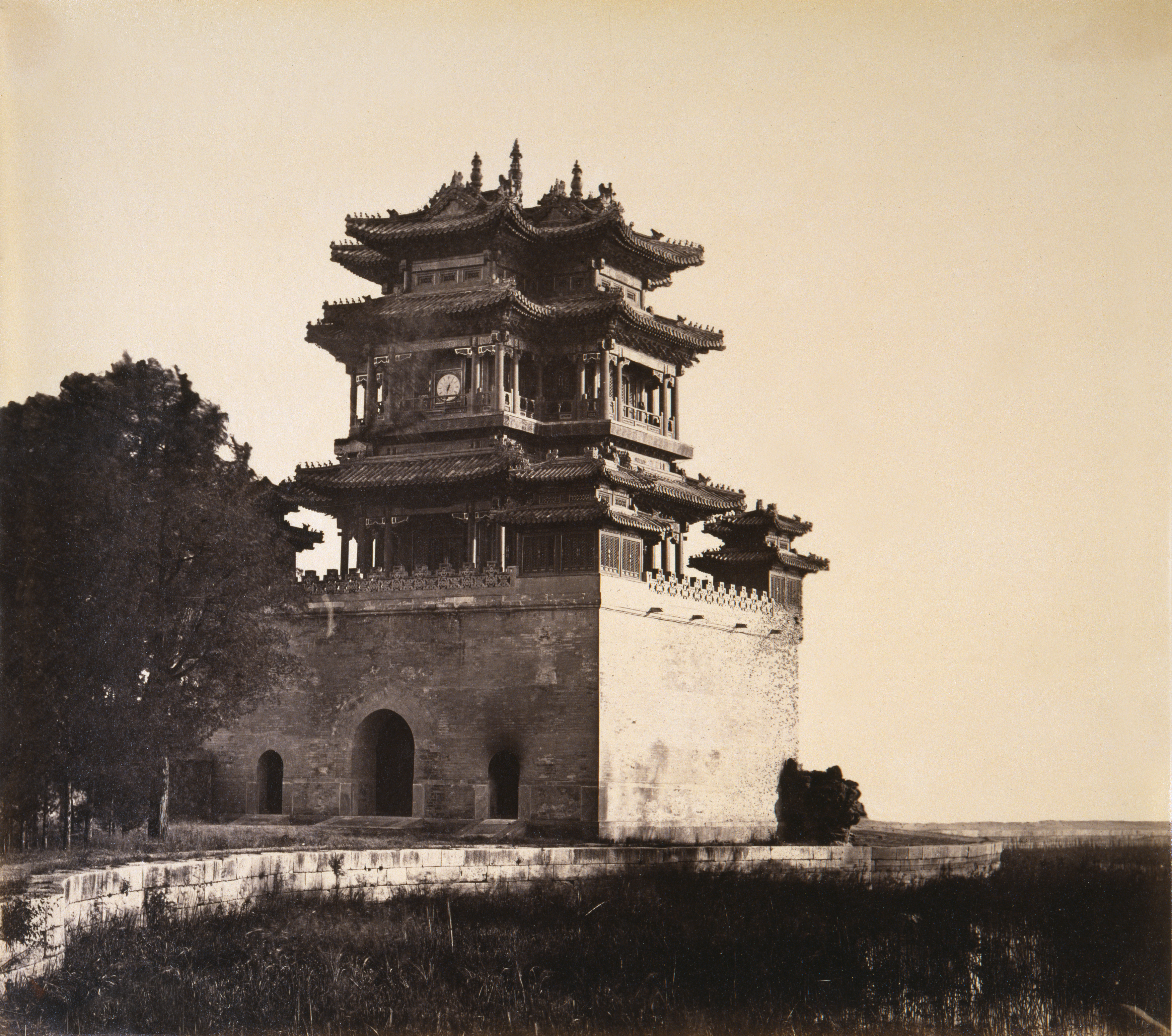
Felice Beato: Letní palác v Pekingu těsně před vypálením, říjen 1860

8. října byl osvobozen zajatý Parkes a Lord Elgin pak 18. října nařídil Starý letní palác zničit. Elgin navrhoval i výstražné zničení Zakázaného města. Ruský vyslanec hrabě Ignaťjev a francouzský diplomat baron Gros se však přimluvili a ujistili Elgina, že vypálení paláce jako výstraha postačí a uchránění nejposvátnějšího místa Číny je mnohem výhodnější pro hladké podepsání poválečných smluv.

## Výsledky
Dne 18. října 1860 princ Gong skutečně podepsal Pekingskou smlouvu, kterou druhá opiová válka skončila. Číňané museli zaplatit 8 milionů taelů jako válečné reparace Británii a Francii. Británie získala plně již předtím ovládaný Hongkong a k němu nově Kau-lung. Obchod s opiem byl legalizován a křesťané dostali úplná občanská práva, včetně práva na vlastní majetek a práva na evangelizaci. Přístav Tchien-ťin byl otevřen zahraničním lodím.
S výsledkem byly spokojeny i další zahraniční mocnosti, protože doufaly, že využijí otevření Číny mezinárodnímu obchodu.
Porážka čchingské armády relativně malou anglo-francouzskou vojenskou silou (poměr sil byl minimálně 10:1 ve prospěch Číňanů) spojená s útěkem císaře a vypálením jeho letního sídla způsobila v čínské společnosti šok. Čína se cítila ponížená (později se v Číně začalo hovořit o "století ponížení", které začalo právě opiovými válkami). Především však pochopila, jak moc zaostává za Západem. Čínské elity se proto rozhodly pro urychlenou modernizaci. Tento projekt byl znám jako Sebeposilující hnutí (C'-čchiang jün-tung).
Opiové války byly zpočátku vnímány v Británii jako triumf a popularita premiéra Henry Templa vystoupala k vrcholům. Přehodnocení přinesl až liberální premiér William Gladstone, který se ujal vlády roku 1868. Jeho nepřátelství k opiu vycházelo z účinků této drogy na jeho sestru Helenu, jeho oponentura mířila však i k politice agresivního vynucování si britských zájmů.

## První válečné fotografie
Fotograf Felice Beato byl vyslán do Číny, aby tam fotografoval anglo-francouzskou vojenskou výpravu ve druhé opiové válce. Do Hongkongu dorazil v březnu a okamžitě začal fotografovat město a jeho okolí až po Kanton. Beatovy fotografie jsou vůbec jedny z prvních pořízených fotografií v Číně. Zároveň Beatovy fotografie druhé opiové války patří mezi první dokumenty vojenského tažení, které podávají zprávu o tom, jak bitva probíhala a sice prostřednictvím sekvence datovaných a souvisejících fotografií. Snímky pevnosti Taku představují tento přístup ve zmenšeném měřítku a tvoří zprávu o bitvě. Pořadí obrázků ukazuje přibližování se k pevnosti, důsledek ostřelování na vnějších zdech a opevnění a konečně devastaci uvnitř pevnosti, včetně těl mrtvých čínských vojáků. Fotografie nebyly pořízeny v tomto pořadí, protože jako první musely být pořízeny fotografie mrtvých Číňanů ještě před odstraněním těl; teprve pak mohl Beato v klidu pořizovat další snímky uvnitř a vně pevností.